# Муж (рассказ)
«Муж» — рассказ Антона Павловича Чехова. Написан в 1886 году, впервые опубликован в 1886 году в журнале «Осколки» № 32 от 9 августа под названием «Акцизный» с подписью А. Чехонте.

## Публикации
Рассказ А. П. Чехова «Муж» написан в 1886 году, впервые опубликован в 1886 году в журнале «Осколки» № 32 от 9 августа с подписью А. Чехонте, в 1898 году опубликован в «Журнале для всех» № 12, вошёл в собрание сочинений А. Чехова издаваемое А. Ф. Марксом. Для «Журнала для всех» рассказ был переработан.
При жизни Чехова рассказ переводился на болгарский и сербскохорватский языки.

## Критика
В. В. Билибин, замещавший в 1886 году издателя Лейкина, писал А. Чехову: «Ваш рассказ „Акцизный“ … очень и очень недурен».
Литературовед Н. К. Михайловский из всех рассказов Чехова, помещенных в первый том издания А. Ф. Маркса, выделил рассказ «Муж», как «нечто довольно исключительное в сборнике г. Чехова, — исключительное не по сюжету, а по тону, каким говорит автор». По его мнению, автор «и сам не смеется и не желает возбуждать смех в читателе». Художественные приемы Чехова в этом рассказе показались Михайловскому очень тонкими.
Критик С. А. Венгеров писал о рассказе «Муж», как об одном из значительных рассказов раннего Чехова: «Прямо Достоевским отзывается превосходный рассказ „Муж“, где на каких-нибудь четырех страничках во всем своем ужасе обрисована психология злобного, погрязшего в житейской скуке существа, испытывающего чисто физические страдания, когда он видит, что близкие ему люди способны забыться и на мгновение унестись в какой-то иной, радостный и светлый мир».

## Сюжет
Действие рассказа происходит в одном уездном городе К. Однажды здесь на ночевку остановился кавалерийский полк. Такое событие по-разному вдохновляло горожан — лавочники мечтали о сбыте залежалой колбасы, трактирщики работали круглосуточно, полиция сновала, как угорелая. Дамы города вытребовали у воинского начальника устройство в клубе танцевального вечера.
В девять часов вечера на улице перед клубом уже играл военный оркестр, а в клубе офицеры танцевали с местными дамами. Дамы чувствовали себя окрыленными, а их отцы и мужья издали на них поглядывали. Среди мужей был и коллежский асессор Кирилл Петрович Шаликов. Его жена, Анна Павловна, тридцати лет, танцевала до упада. Танцы уже её утомили, она вспоминала прошлое, когда танцевала в институте и была уверена, что у нее «будет мужем барон или князь».
Муж глядел на Анну Павловну и злился. Из-за танцев ему негде было играть в карты, он не терпел духовой музыки, и ему казалось, что офицеры слишком небрежно обращаются со штатскими. Анна Павловна во время танцев ни разу не посмотрела на мужа. Анна Павловна танцевала мазурку с офицером. После танца Кирилл Петрович направился к жене и категорично позвал её домой.
Анна Павловна вздрогнула, вспыхнула; «ей стало стыдно, что у нее такой испитой, угрюмый, обыкновенный муж». После пререканий с мужем, она пошла в переднюю и стала одеваться. Другим дамам Кирилл Петрович «за неё» сказал, что у его жены заболела голова. Довольный Кирилл Петрович Шаликов был рад, ему хотелось сделать так, чтобы всем в клубе стало скучно и горько.
По дороге домой Анна Павловна едва шла. Ей было горько и обидно, она подбирала какое-нибудь самое едкое и ядовитое слово для мужа.

## Экранизация
Сюжет рассказа использован в телефильме режиссёра Артура Войтецкого «История одной любви», снятом в 1981 году.